# 貝爾普
貝爾普是瑞士的城鎮，位於該國中部，由伯恩州負責管轄，面積23.29平方公里，五成半土地是農地，海拔高度521米，2011年人口10,551，人口密度每平方公里453人。

## 外部連結
- Town of Belp （页面存档备份，存于） （德文）